# Акита (префектура)
Акита (на японски: 秋田県, по английската Система на Хепбърн Akita-ken, Акита-кен) е една от 47-те префектури на Япония, разположена е в северната част на страната на най-големия японски остров Хоншу. Акита е с население от 1 174 905 жители (35-а по население към 1 януари 2003 г.) и има обща площ от 11 612,11 км² (6-а по площ). Едноименният град Акита е административният център на префектурата. В Акита са разположени 13 града.